# Colpo di Stato in Guatemala del 1954
Il colpo di Stato in Guatemala del 1954, nome in codice "Operazione PBSuccess", fu un'operazione segreta da parte della CIA che depose il presidente del Guatemala, Jacobo Árbenz Guzmán, democraticamente eletto nel 1951, e pose fine alla rivoluzione guatemalteca (1944-1954). Il risultato fu l'instaurazione di una dittatura militare guidata da Carlos Castillo Armas, la prima di una serie di governanti autoritari in Guatemala sostenuti dagli Stati Uniti d'America. I documenti segreti relativi alla vicenda sono stati declassificati dalla CIA nel 1997.
La Rivoluzione guatemalteca è iniziata nel 1944, in seguito a una sollevazione popolare che ha rovesciato la dittatura militare di Jorge Ubico. Nello stesso anno, Juan José Arévalo è stato nominato Presidente nelle prime elezioni democratiche in Guatemala. Egli ha introdotto il salario minimo e un suffragio quasi universale, trasformando il Guatemala in una democrazia. Arévalo è stato succeduto nel 1951 da Árbenz, il quale ha introdotto una riforma agraria, nota come Decreto 900 del 18 giugno 1952, che ha garantito appezzamenti terrieri a contadini sprovvisti di terreni. La Rivoluzione guatemalteca venne accolta negativamente dal Governo federale degli Stati Uniti, incline a interpretare l'evento come un colpo di Stato di matrice comunista. Tale percezione crebbe ulteriormente dopo che Árbenz venne eletto e rese legale il partito comunista del Partito Guatemalteco del Lavoro. La United Fruit Company (UFC), le cui attività imprenditoriali particolarmente redditizie vennero colpite dalla fine delle pratiche di sfruttamento lavorativo in Guatemala, avviò una campagna di lobbying particolarmente influente per persuadere gli Stati Uniti a rovesciare il governo guatemalteco. Il Presidente degli Stati Uniti Harry Truman autorizzò l'Operazione PBFortune per rovesciare Árbenz nel 1952, e sebbene l'operazione venne abortita, costituì un preludio della successiva Operazione PBSuccess.
Dwight D. Eisenhower venne eletto Presidente degli Stati Uniti nel 1952, promettendo di applicare una linea più dura contro il comunismo; i legami dei membri del suo staff, John Foster Dulles e Allen Dulles, con la UFC hanno reso l'amministrazione Eisenhower predisposta ad agire contro il governo guatemalteco. Inoltre, il governo federale statunitense trasse conclusioni esagerate sull'entità dell'influenza comunista tra i consiglieri di Árbenz. Eisenhower autorizzò la CIA a portare avanti l'Operazione PBSuccess nell'agosto 1953. La CIA ha armato, finanziato e addestrato una forza di 480 uomini guidati da Carlo Castillo Armas. Il golpe fu preceduto da alcuni tentativi degli Stati Uniti di criticare e isolare il Guatemala a livello internazionale. La forza di Castillo Armas invase il Guatemala il 18 giugno 1954, supportato da una massiccia campagna di guerra psicologica. Questa ha compreso una stazione radio che trametteva propaganda anti-governativa e una versione degli eventi bellici e militari favorevole alla rivoluzione, sostenendo che queste fossero le notizie corrette; inoltre vennero portati avanti bombardamenti aerei sulla Città del Guatemala e un blocco navale. La forza d'invasione venne mal gestita a livello militare, e la maggior parte delle offensive vennero respinte. Ciononostante, la guerra psicologica e il timore di un'invasione statunitense intimidirono l'Esercito guatemalteco, che si rifiutò di combattere. Árbenz tentò brevemente e con scarso successo di armare i cittadini per resistere all'invasione, prima di rassegnare le dimissioni il 27 giugno 1953. Castillo Armas divenne presidente dieci giorni dopo, a seguito di negoziazioni a San Salvador.
Descritto come il colpo di grazia definitivo alla democrazia in Guatemala, il golpe è stato ampiamente criticato a livello internazionale, e rafforzò il sentimento anti-statunitense nell'America Latina. Nel tentativo di giustificare il golpe, la CIA lanciò l'Operazione PBHistory, il cui scopo fu quello di individuare prove di una influenza dell'Unione Sovietica in Guatemala tra i documenti dell'era Árbenz, ma il tentativo fallì. Castillo Armas assunse rapidamente poteri di tipo dittatoriale, mettendo al bando i partiti di opposizione e invertendo la rotta rispetto alle riforme sociali implementate nel corso della Rivoluzione guatemalteca. Seguirono quattro decadi di guerra civile in Guatemala, con guerriglieri di sinistra che combatterono contro una serie di regimi autoritari supportati dagli Stati Uniti le cui brutalità inclusero il genocidio di popolazioni Maya.

## Storia

### Il ruolo dellaUnited Fruit Company
Nel 1953 l'azienda United Fruit Company, di cui i principali azionisti erano i fratelli John Foster Dulles, Segretario di Stato degli Stati Uniti e Allen Welsh Dulles, direttore della CIA, possedeva vaste piantagioni di banane in Guatemala, nell'America centrale. Per decenni la United Fruit aveva controllato il paese mediante dittatori corrotti, ed era riconosciuta come la "Repubblica delle banane". Ma nel 1951 fu eletto presidente un giovane ufficiale, il colonnello Jacobo Árbenz Guzmán, il quale promise di liberare il paese dal controllo della United Fruit, mettendosi contro il segretario di Stato americano e il capo della CIA. Quello stesso anno annunciò che il governo avrebbe confiscato molte delle terre della compagnia. Si trattò di una mossa molto popolare, ma un disastro per la United Fruit Company, e Dulles assunse il consulente di relazioni pubbliche Edward Bernays per liberarsi di Árbenz. Egli comprese che bisognava cambiare l'immagine di un governo eletto in modo democratico dal popolo e che stava facendo delle buone cose per il paese nell'immagine di un paese troppo vicino alle coste statunitensi e che rappresentava una minaccia per la democrazia americana.

### Il piano politico
Essendo il periodo della guerra fredda, con gli americani sensibili al "pericolo rosso", e a ciò che i comunisti potevano fare, Bernays trasformò queste dichiarazioni in una questione di minaccia comunista vicino alle proprie coste. Fece uscire l'attività commerciale della United Fruit dal quadro, e rese il tutto una questione di minaccia ai valori della democrazia americana. In realtà Árbenz era un socialista democratico senza alcun legame con Mosca, ma Bernays macchinò per renderlo una minaccia comunista. Organizzò un viaggio in Guatemala per influenti giornalisti americani. Pochi di questi sapevano qualcosa del Guatemala e della sua politica. Bernays li fece divertire e poi li fece incontrare con alcuni selezionati politici del luogo, i quali riferirono che Árbenz era un comunista controllato da Mosca. Durante la visita ci furono anche violente dimostrazioni anti-americane nella capitale. Molti di coloro che lavoravano per la United Fruit erano convinti che la cosa era stata organizzata da Bernays stesso. Quest'ultimo negli Stati Uniti creò anche una finta agenzia di stampa indipendente, la "Middle America Information Bureau", la quale bombardò il pubblico americano con la notizia che Mosca intendeva usare il Guatemala come testa di ponte per attaccare gli Stati Uniti. Tutto ciò sortì l'effetto desiderato:
Bernays portò la minaccia agli Stati Uniti dietro l'angolo, il Guatemala. Per la prima volta gli americani videro il comunismo a 300 chilometri da New Orleans. Bernays riuscì a far credere agli americani che ci fosse un avamposto sovietico dietro casa loro. Ma Bernays non stava solo cercando di bloccare il regime di Árbenz. Questo era solo parte di un complotto segreto: il presidente Eisenhower era d'accordo sul fatto che il regime di Árbenz dovesse capitolare, ma non apertamente. Allen Welsh Dulles incaricò la CIA di organizzare un colpo di Stato. In collaborazione con la United Fruit, la CIA addestrò e armò un esercito di ribelli e trovò un nuovo leader, il colonnello Carlos Castillo Armas. L'agente della CIA incaricato di ciò era Howard Hunt, in seguito coinvolto nel tentativo fallito di invasione dell'isola di Cuba, nell'assassinio di Kennedy e nello scandalo Watergate.
(Howard Hunt)

### I bombardamenti e la caduta del governo
Mentre i piloti della CIA, deviata dai suoi compiti istituzionali, scaricavano bombe su Città del Guatemala, Edward Bernays portava avanti la sua campagna sulla stampa americana. Stava preparando la popolazione americana a vedere questi fatti come la liberazione del Guatemala da parte di liberi combattenti per la democrazia. Egli sapeva bene che il colpo di Stato sarebbe avvenuto quando le condizioni nel pubblico e nella stampa l'avessero permesso, ed egli creò tali condizioni. In definitiva egli falsificava la realtà, dandole una forma antidemocratica confondendo le idee all'opinione pubblica. Il 27 giugno del 1954 il colonnello Árbenz lasciò il paese e Armas arrivò come nuovo leader. Entro pochi mesi il vicepresidente Richard Nixon visitò il Guatemala. In una messinscena allestita dal dipartimento PR della United Fruit, gli furono mostrati mucchi di libri e opuscoli marxisti, prodotti dalla CIA e trovati, fu detto, nel palazzo presidenziale.
(Richard Nixon)

## L'Operazione PBSuccess

### Pianificazione
L'Operazione della CIA per rovesciare Jacobo Árbenz, nome in codice PBSuccess, fu autorizzata da Eisenhower nell'agosto 1953. Per l'operazione venne stanziato un budget di 2,7 milioni di dollari (equivalenti a 28,1 milioni di dollari nel 2022) per attività di "guerra psicologica e azioni politiche". Il budget totale è stato stimato tra i 5 e 7 milioni di dollari del tempo, e la pianificazione ha coinvolto oltre 100 agenti della CIA. In aggiunta, l'operazione reclutò decine di individui tra esuli guatemaltechi e popolazioni dei paesi limitrofi. I piani includevano la creazione di una lista di persone all'interno del governo di Árbenz che avrebbero dovuto essere uccise qualora il golpe fosse portato avanti. Vennero anche elaborati manuali contenenti tecniche di assassinio, e anche liste di persone a cui la giunta militare avrebbe potuto attingere. Questi furono i primi documenti noti di manuali di tecniche di assassinio, e vennero riutilizzate in successive azioni della CIA.
Il Dipartimento di Stato degli Stati Uniti creò un team di diplomatici disposti a supportare l'Operazione PBSuccess. Fu guidato da John Peurifoy, che assunse la carica di Ambasciatore degli Stati Uniti in Guatemala nell'ottobre 1953. William D. Pawley fu un altro componente del team, un imprenditore benestante e diplomatico con ampia conoscenza dell'industria aeronautica. Peurifoy fu un militante anti-comunista e diede prova della propria disponibilità a operare con la CIA durante il suo incarico di Ambasciatore degli Stati Uniti in Grecia. Sotto la guida di Peurifoy, le relazioni con il governo guatemalteco si inasprirono ulteriormente, ma quelle con l'esercito guatemalteco migliorarono. In una relazione a John Dulles, Peurifoy affermo di essere "fermamente convinto che se [Árbenz] non è un comunista, allora farà in modo che ne arrivi uno". L'operazione fu guidata dal Vicedirettore delle Operazioni della CIA, Frank Wisner. Il comandante sul campo selezionato da Wisner era un ex colonnello dell'Esercito degli Stati Uniti, Albert Haney, al tempo direttore della sede della CIA in Corea del Sud. Haney faceva riferimento direttamente a Wisner, sottraendo di conseguenza l'Operazione PBSuccess dalla Divisione America Latina della CIA, una decisione che creò delle tensioni all'interno dell'agenzia. Haney decise di stabilire il quartier generale in un complesso di uffici nascosto a Opa-locka, Florida. La sede, nome in codice "Lincoln", divenne il centro nevralgico dell'Operazione PBSuccess.
L'Operazione venne complicata da un colpo di Stato prematuro il 29 marzo 1953, con un assalto futile contro una guarnigione dell'esercito presso Salamá, nel dipartimento guatemalteco centrale di Baja Verapaz. La ribellione venne rapidamente soppressa, e vari partecipanti arrestati. Diversi agenti della CIA e loro alleati vennero arrestati, indebolendo gli sforzi golpisti. Perciò la CIA iniziò ad affidarsi maggiormente a gruppi di esuli guatemaltechi e ai loro alleati anti-democratici in Guatemala. La CIA prese in considerazione svariati candidati per la guida del golpe. Miguel Ydígoras Fuentes, il candidato conservatore che perse le elezioni presidenziali del 1950 contro Árbenz, mantenne l'appoggio dell'opposizione guatemalteca ma venne scartato per via del suo coinvolgimento nel regime di Ubico, oltre al suo aspetto "europeo", che difficilmente sarebbe stato apprezzato dalla popolazione di etnia meticcia (mestizo, in spagnolo). Un altro candidato popolare fu il coltivatore di caffè Juan Córdova Cerna, che servì per breve tempo all'interno del governo di Arévalo prima di divenire consigliere legale per la United Fruit Company. La morte di suo figlio durante una sollevazione anti-governativa nel 1950 lo spinse a rivoltarsi contro il governo, e pianificò il golpe fallito di Salamá nel 1953 prima di scappare per unirsi a Castillo Armas in esilio. Sebbene il suo status di cittadino gli dava un vantaggio rispetto a Castillo Armas, gli fu diagnosticato un cancro alla gola nel 1954, togliendolo dalla corsa per la posizione. Di conseguenza per guidare l'imminente golpe fu designato Castillo Armas, in esilio sin dal fallito golpe del 1949 e sul libro paga della CIA sin dall'operazione PBFortune abortita nel 1951.
A Castillo Armas venne fornito denaro sufficiente per reclutare una piccola forza di mercenari tra gli esuli guatemaltechi e le popolazioni dei paesi limitrofi. Questa formazione militare fu denominata Esercito della Liberazione. La CIA creò campi di addestramento in Nicaragua e Honduras, e fornì loro armamenti e diversi bombardieri. Gli Stati Uniti firmarono accordi militari con entrambi questi paesi prima dell'invasione del Guatemala, permettendogli di spostare liberamente armamenti più pesanti. La CIA ha addestrato almeno 1 725 guerriglieri stranieri oltre a migliaia di militanti come riserve. Questi preparativi furono nascosti solo superficialmente: la CIA voleva che Árbenz ne venisse a conoscenza, come parte del piano per convincere la popolazione guatemalteca che il rovesciamento di Árbenz fosse un qualcosa di sicuro e imminente. Inoltre, la CIA entrò segretamente in contatto con diversi capi di chiesa delle campagne guatemalteche, e li persuase a incorporare messaggi anti-governativi all'interno dei propri sermoni.

### La conferenza di Caracas e la propaganda statunitense
Mentre erano in corso i preparativi per l'Operazione PBSuccess, Washington emise una serie di comunicati denunciando il governo guatemalteco, sostenendo che questo fosse stato infiltrato dai comunisti. Il Dipartimento di Stato chiese all'Organizzazione degli Stati Americani di modificare l'agenda della Conferenza panamericana (dall'inglese Pan-American Conference), che si sarebbe tenuta a Caracas nel marzo 1954, richiedendo l'aggiunta di un elemento titolato "L'intervento del Comunismo internazionale nelle Repubbliche Americane" (in inglese, "Intervention of International Communism in the American Republics"), che venne interpretata da molti come una mossa contro il Guatemala. Il 29 e 30 gennaio 1954, il Governo guatemalteco pubblicò dei documenti contenenti informazioni trapelate da un membro del gruppo di Castillo Armas che gli si ribellò. Mancando dei documenti autentici, il governo si impegnò con la falsificazione di documenti per avvalorare maggiormente le informazioni in possesso, ma finendo per minare la credibilità delle accuse. Seguì una serie di arresti di alleati di Castillo Armas all'interno del Guatemala, con il governo guatemalteco che emanò comunicati che implicavano l'esistenza di un "Governo del Nord" all'interno di un tentativo di rovesciare Árbenz. Washington negò queste accuse, e i media statunitensi assunsero all'unanimità una posizione di supporto al governo statunitense; persino pubblicazioni che fino ad allora diedero prova di una copertura mediatica equilibrata sul Guatemala, come il The Christian Science Monitor, sostennero che Árbenz si fosse arreso alla propaganda comunista. Diversi membri del Congresso degli Stati Uniti d'America indicarono le accuse da parte del Governo guatemalteco come una dimostrazione che esso fosse effettivamente comunista.
Alla Conferenza di Caracas, i vari governi dell'America Latina cercarono il supporto economico degli Stati Uniti d'America, così come il prosieguo della non interferenza nei loro affari interni. L'obbiettivo del Governo statunitense era quello di far approvare una risoluzione che condannasse la supposta diffusione del comunismo nell'emisfero occidentale. Il Ministro degli Affari Esteri del Guatemala, Guillermo Toriello, si oppose tenacemente alla risoluzione, affermando che essa rappresentasse una "internazionalizzazione del Maccartismo". Nonostante il supporto alle visione di Toriello tra i delegati, la risoluzione anti-comunista venne approvata con il solo voto contrario del Guatemala, per via dei voti delle dittature dipendenti dagli Stati Uniti e la minaccia di una pressione economica applicata da John Dulles. Nonostante tale supporto per l'anti-comunismo di Dulles fu minore di quanto Eisenhower e lui avevano sperato, la conferenza rappresentò una vittoria per gli Stati Uniti.
Gli Stati Uniti smisero di vendere armi al Guatemala in 1951, e al contempo firmando accordi bilaterali di difesa e incrementando le spedizioni di armi con Honduras e Nicaragua. Gli Stati Uniti promisero all'Esercito guatemalteco che avrebbe potuto ottenere armi solo se Árbenz fosse stato deposto. Nel 1953, il Dipartimento di Stato aggravò l'embargo statunitense sulle armi contrastando gli acquisti di armi del Governo Árbenz da Canada, Germania e Rhodesia. Già nel 1954 Árbenz si trovò ad avere disperato bisogno di armi, e decise di ottenerle in segreto dalla Cecoslovacchia, che rappresentò il primo caso in cui un paese del blocco sovietico spedì armi verso le Americhe, un'azione vista come stabilire una testa di ponte comunista verso i due continenti. Le armi vennero consegnate al Guatemala al porto atlantico di Puerto Barrios dalla nave merci svedese MS Alfhem, salpata da Stettino in Polonia. Gli Stati Uniti fallirono nell'intercettare la spedizione nonostante l'imposizione di un blocco navale illegale in Guatemala. Tuttavia, come quotato dal New York Times, ufficiali dell'esercito guatemalteco riferirono che alcune delle armi erano difettose, usurate o completamente inadatte all'uso". La CIA ha descritto la spedizione di queste armi come un'interferenza sovietica nel cortile degli Stati Uniti; questo fu l'ultimo sprone per la CIA a lanciare il colpo di Stato.
La retorica statunitense all'estero ebbe un impatto anche sull'Esercito guatemalteco. L'esercito era sempre stato anti-comunista, e l'ambasciatore Peurifoy applicò pressione sugli alti ufficiali sin dal suo arrivo in Guatemala nell'ottobre 1953. Árbenz riteneva che la spedizione segreta di armi dalla MS Alfhem avrebbe dovuto essere usata per sostenere le milizie contadine, nell'eventualità di un ammutinamento dell'esercito, ma gli Stati Uniti informarono gli ufficiali dell'esercito della spedizione in attivo, forzando Árbenz a consegnare tali armi all'esercito, ed esacerbando la spaccatura tra gli alti ufficiali dell'esercito e lui.

### La guerra psicologica
L'esercito di Castillo Armas composto da 480 uomini non era abbastanza grande da sopraffare l'Esercito guatemalteco, nonostante il supporto aereo fornito dagli Stati Uniti. Di conseguenza, i piani per l'Operazione PBSuccess suggerivano una campagna di guerra psicologica, di modo che la vittoria di Castillo Armas come un qualcosa di pressoché certo alla popolazione guatemalteca, e che costringesse Árbenz a dimettersi. La campagna propagandistica ebbe inizio ben prima dell'invasione, con la United States Information Agency (USIA) che iniziò a scrivere centinaia di articoli sul Guatemala basandosi su report della CIA, e distribuendo decine di migliaia di volantini in tutta l'America Latina. La CIA persuase i governi amici a proiettare filmati del Guatemala che andassero a sostegno della versione statunitense degli eventi. Come parte della guerra psicologica, l'United States Psychological Strategy Board (USPSB) autorizzò una "guerra di nervi contro gli individui" per instillare timore e paranoia in potenziali lealisti e altri potenziali oppositori del golpe. Tale campagna incluse minacce di morte contro leader politici ritenuti lealisti o comunisti, e l'invio di piccole bare di legno, bombe non innescate e cappi da boia a queste personalità.
Il successo della Alfhem nel superare la quarantena indusse Washington ad aggravare il livello di intimidazioni nei confronti del Guatemala attraverso la propria flotta. Il 24 maggio 1954, gli Stati Uniti lanciarono l'Operazione Hardrock Baker, un blocco navale ai danni del Guatemala. Navi e sottomarini pattugliarono le coste guatemalteche, e tutte le navi in arrivo vennero fermate e ispezionate; tra queste vi furono navi dal Regno Unito e Francia, in violazione del diritto internazionale. Tuttavia, Regno Unito e Francia non espressero dure critiche per quanto avvenuto, nella speranza che in cambio gli Stati Uniti non avrebbero interferito con i loro tentativi di tenere sotto controllo le proprie colonie in Medio Oriente. L'intimidazione non fu solamente di tipo navale: il 26 maggio 1954 uno degli aerei di Castillo Armas sorvolò la capitale, facendo cadere volantini che esortavano la popolazione a lottare contro il comunismo e a supportare Castillo Armas.
L'arma psicologica più ad ampio raggio fu la stazione radio Voce della Liberazione (dall'inglese, Voice of Liberation). Iniziò a trasmettere il 1º maggio 1954, mandando in onda una propaganda anticomunista in cui si invitavano gli ascoltatori a resistere al governo di Árbenz e a sostenere le forze liberatrici di Castillo Armas. La stazione radio sosteneva di trasmettere dal profondo della giungla dell'entroterra guatemalteco, un messaggio a cui molti ascoltatori credettero. In realtà, le trasmissioni andavano in onda da Miami da parte di esuli guatemaltechi, inviate in America centrale e trasmesse attraverso un trasmettitore mobile. La Voce della Liberazione creò una trasmissione iniziale che venne ripetuta quattro volte, dopo di che vennero mandati in onda due ore di trasmissione di bollettini due volte al giorno. Inizialmente le trasmissioni furono recepite solo a intermittenza a Città del Guatemala; una settimana dopo, la CIA aumentò significativamente il loro raggio di trasmissione, riuscendo a stabilire una chiara ricezione nella capitale guatemalteca. Gli storici attribuiscono a queste trasmissioni radiofoniche una buona parte del successo del colpo di Stato, a causa dei disordini che hanno instillato in tutto il paese. Vennero assistiti anche dalla cessata attività dell'emittente radio governativa, che smise di trasmettere per tre settimane mentre veniva installata una nuova antenna. Queste trasmissioni continuarono per tutto il conflitto, trasmettendo notizie esagerate di truppe ribelli convergenti nella capitale e contribuendo alla massiccia demoralizzazione sia tra l'esercito sia tra la popolazione civile.

### L'invasione di Castillo Armas
L'esercito di 480 uomini di Castillo Armas era stato suddiviso in quattro armate, che variavano in dimensioni da 60 a 198 uomini. Il 15 giugno 1954 queste quattro armate lasciarono le loro basi in Honduras ed El Salvador, e si raggrupparono in diverse città appena fuori dal confine guatemalteco. L'armata più grande attaccò la città portuale di Puerto Barrios sull'oceano Atlantico, mentre le altre attaccarono le città più piccole di Esquipulas, Jutiapa e Zacapa, il più grande valico di frontiera dell'esercito guatemalteco.
Il piano di invasione incontrò rapidamente delle difficoltà; l'armata di 60 uomini venne intercettata e arrestata da dei poliziotti salvadoregni prima di arrivare al confine. Alle 8:20 del 18 giugno 1954, Castillo Armas guidò le sue truppe oltre il confine entrando in Guatemala. Dieci sabotatori addestrati precedettero l'invasione, con l'obiettivo di far saltare le ferrovie e tagliare le linee telegrafiche. All'incirca in contemporanea, gli aerei di Castillo Armas sorvolarono una manifestazione filogovernativa nella capitale. L'US Psychological Strategy Board ordinò il bombardamento della Fortezza di Matamoros nel centro di Guatemala City, e un cacciabombardiere statunitense Republic P-47 Thunderbolt, pilotato da un pilota mercenario, bombardò la città di Chiquimula. Castillo Armas chiese la resa immediata di Árbenz. L'invasione provocò un breve momento di panico nella capitale, che si placò rapidamente man mano che i ribelli fallirono nel loro intento. Le forze di Castillo Armas impiegarono diversi giorni per raggiungere i propri obiettivi, sebbene i loro aerei fecero saltare un ponte il 19 giugno 1954.
Quando i ribelli raggiunsero i loro obiettivi, incontrarono ulteriori battute d'arresto. Il gruppo di 122 uomini che assediò la città di Zacapa venne intercettato e annientato da una guarnigione di 30 soldati guatemaltechi; del gruppo, solamente 30 riuscirono a scappare alla morte o alla cattura. Anche il gruppo che attaccò Puerto Barrios venne disperso da poliziotti e operai armati, con molti dei ribelli che fuggirono tornando in Honduras. Nel tentativo di riprendere slancio, gli aerei ribelli tentarono diversi attacchi aerei sulla capitale. Questi attacchi causarono pochi danni materiali, ma ebbero un impatto psicologico significativo, portando molti cittadini a credere che le forze d'invasione fossero più potenti di quanto non fossero in realtà. I cacciabombardieri dei ribelli dovettero abbandonare la capitale nicaraguense di Managua; di conseguenza, dovendo affrontare maggiori distanze dovettero ridurre il proprio carico utile nelle operazioni successive. Un gran numero di cacciabombardieri sostituì gli esplosivi con dinamite o bombe Molotov, nel tentativo di creare comunque dei boati con un carico utile inferiore. Gli aerei presero di mira depositi di munizioni, piazze d'armi e altri obiettivi visibili.
La mattina presto del 27 giugno 1954, un Lockheed P-38M Lightning della CIA attaccò Puerto San José e sganciò bombe al napalm su una nave cargo britannica, la SS Springfjord, che era in charter alla compagnia U.S. W.R. Grace and Company Line, che stava venendo caricata di cotone guatemalteco e caffè. Questo incidente costò alla CIA un milione di dollari statunitensi per la compensazione. Il 22 giugno un altro aereo bombardò la città onduregna di San Pedro de Copán; John Dulles affermò che l'attacco era stato condotto dall'aviazione guatemalteca, evitando così conseguenze diplomatiche. La manciata di bombardieri con cui era iniziata l'invasione furono abbattuti dall'esercito guatemalteco nel giro di pochi giorni, portando Castillo Armas a chiederne altri alla CIA. Eisenhower accettò rapidamente di fornire tali aerei aggiuntivi, rafforzando le forze ribelli. William Pawley ebbe un ruolo cruciale nella consegna di questi aerei.

### La risposta guatemalteca
Inizialmente il governo di Árbenz mostrò l'intenzione di respingere l'invasione armando la popolazione in età militare, le milizie operaie e l'Esercito guatemalteco. L'opposizione delle forze armate, così come la conoscenza pubblica dell'acquisto segreto di armi, costrinsero il Presidente a fornire armi solo all'esercito. Dall'inizio dell'invasione, Árbenz era convinto che Castillo Armas potesse essere sconfitto militarmente, ed espresse spesso questa fiducia in pubblico. Tuttavia, era preoccupato che una sconfitta per Castillo Armas avrebbe provocato un'invasione diretta dagli Stati Uniti. militari. Ciò contribuì alla sua decisione di non armare inizialmente i civili; mancando una ragione militare per farlo, questo gli sarebbe costato il sostegno dell'esercito. Carlos Enrique Díaz, il capo delle forze armate guatemalteche, disse ad Árbenz che armare i civili sarebbe stato impopolare tra i suoi soldati, e che "l'esercito [avrebbe] fatto il suo dovere".
Árbenz d'altro canto chiese a Díaz di selezionare degli ufficiali per guidare un contrattacco. Díaz scelse un corpo di ufficiali considerati uomini di notevole integrità personale e fedeli ad Árbenz. Nella notte del 19 giugno 1954, la maggior parte delle truppe guatemalteche nella regione capitale partì per Zacapa, insieme a distaccamenti più piccoli provenienti da altre guarnigioni. Árbenz dichiarò che l'invasione fosse "una farsa", ma era comunque preoccupato che se gli invasori fossero stati sconfitti al confine con l'Honduras, l'Honduras avrebbe usato questo fatto come pretesto per dichiarare guerra al Guatemala, il che avrebbe portato a un'invasione da parte degli Stati Uniti. A causa delle voci diffuse dall'emittente radio Voce della Liberazione, si crearono preoccupazioni in tutta la campagna guatemalteca che fosse imminente l'attacco di una quinta colonna; un gran numero di contadini si recò dal governo e chiese armi per difendere il proprio paese. A questi venne detto più volte che l'esercito stava già "difendendo con successo il nostro paese". Ciononostante, i contadini volontari sostennero lo sforzo bellico del governo, occupandosi dei posti di blocco e donando rifornimenti all'esercito. Essi si occuparono anche dell'intercettazione e consegna al governo dei carichi di armi e munizioni lanciati dagli aerei ribelli.

## Il dibattito storiografico
L'episodio, ampiamente dibattuto dalla storiografia americana sino a oggi, rappresenta una pagina fondamentale nella storia contemporanea dell'America Latina e in quella delle strategie di disinformazione politico-militare degli Stati Uniti:
"L'intervento americano in Guatemala testimonia appunto l'interpenetrazione tra interessi americani e interessi delle classi dominanti latinoamericane e l'interdipendenza tra meccanismi economici e politici, che negli anni cinquanta appaiono inscindibili."
"La storia dei movimenti di guerriglia in America Latina, anzi, l'America Latina contemporanea, non può essere compresa senza fare riferimento a quell'evento cardinale."
"La United Fruit dominava, oltre al treno (tramite la compagnia IRCA, International Railway of CentraI America), la Empresa Electrica de Guatemala (EEG) e i porti. Allora noi abbiamo fondato un'impresa elettrica nazionale, abbiamo modificato e modernizzato l'autostrada e creato i nostri porti in alternativa a quelli di proprietà nordamericana. Senza parlare dell'apertura di nuove scuole, del lancio di imprese editoriali e di tutte le altre iniziative culturali di quegli anni. È stato un movimento molto ricco: abbiamo veramente trasformato il Medioevo guatemalteco in un processo di sviluppo moderno. Scopo principale della nostra azione era il potenziamento delle infrastrutture per allargare il mercato interno e, successivamente, tentare il gran passo della nazionalizzazione del petrolio." (commento del Segretario di Stato del Guatemala, all'epoca Jaime Díaz Rozzotto).
L'operazione PBSUCCESS: